# Iłowa

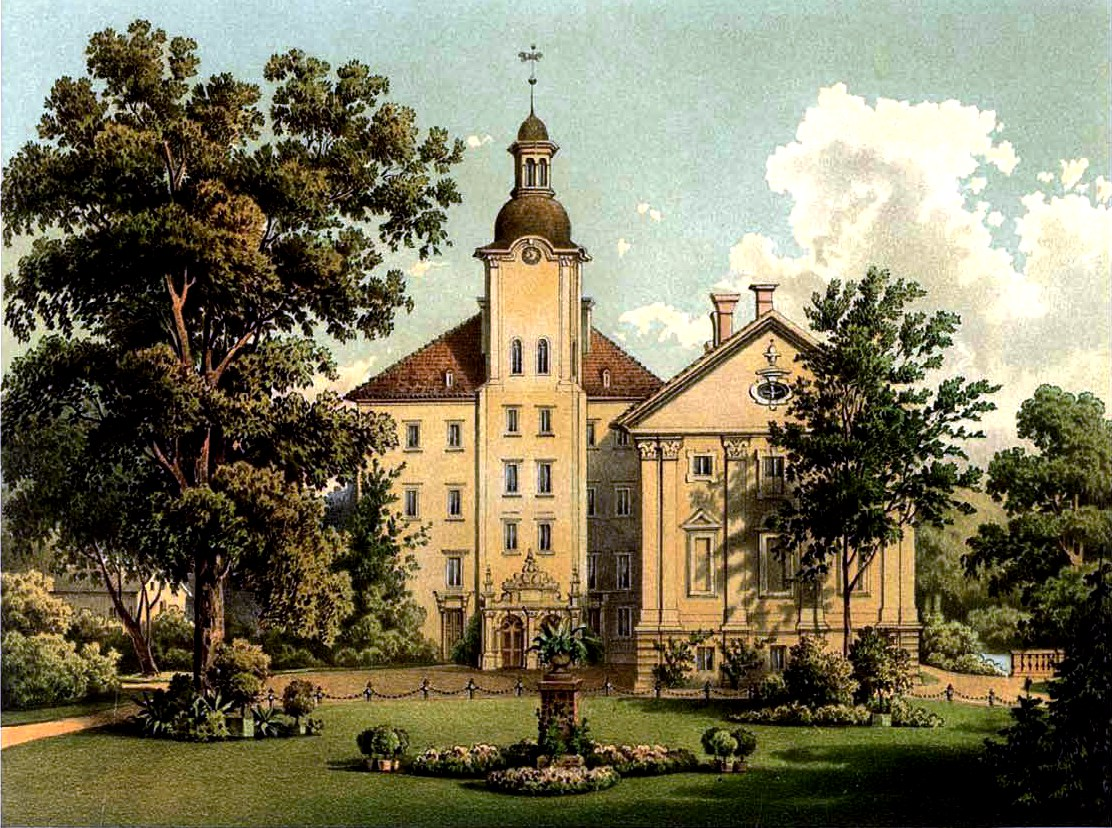
Gut Schlesisch Halbau (19. Jh.)

Iłowa [iˈwɔva] (deutsch Halbau) ist eine Kleinstadt in der Stadt- und Landgemeinde Iłowa im Powiat Żagański der Woiwodschaft Lebus in Polen. Sie liegt an der Tschirne.

## Geschichte
Im Jahr 1356 erhielten die Brüder von Kottwitz das halbe Dorf an der Czirne von Kaiser Karl IV. als Lehen; sie besaßen Halbau bis 1567. 1440 zerstörte die Stadt Görlitz ein Schloss derer von Kottwitz, weil es sich als Raubritternest erwiesen hatte. 1570 kaufte Christoph von Schellendorf das Rittergut. 1626 ließ Christoph Freiherr von Schellendorf das Gutshaus neu erbauen.
Der überwiegende Teil des Ortes lag in der Oberlausitz und ging somit 1635 von Böhmen an das Kurfürstentum Sachsen über. 1682 erwarb Graf Balthasar von Promnitz den Besitz.
Der 1459 erwähnte Eisenhammer zur Halbe lag an der Kleinen Tschirne und gehörte zum Herzogtum Sagan. 1668 wurde eine evangelische Grenzkirche gebaut. Am 17. Mai 1679 erhielt der Oberlausitzer Teil durch Kurfürst Johann Georg II. Stadtrecht. 1804 wurde die Kirche in Kunau eingeweiht und zum selbständigen Kirchspiel.
1815 fiel Halbau an Preußen und wurde dem Kreis Sagan, ab 1932 dem Landkreis Sprottau in der Provinz Niederschlesien zugeordnet. Seit 1879 bestand das Amtsgericht Halbau.
Zum Schloss gehörte die ausgedehnte Grundherrschaft Halbau, die viele Dörfer umfasste. Die Witwe eines 1744 verstorbenen Grafen Promnitz heiratete Friedrich August von Kospoth, wodurch Schloss und Gut an diese Familie kamen. Die Witwe des 1861 verstorbenen Erdmann Graf von Kospoth verkaufte das Gut 1862 an Conrad Freiherr von der Recke.
1830 büßte Halbau das Stadtrecht ein und war fortan ein Marktflecken.
In Halbau waren Glasfabriken und Textilwerke ansässig. Durch die Raseneisenerzvorkommen befanden sich in der Umgebung viele kleinere Eisenhütten und Hämmer sowie auch die Zeipauer Dachsteinwerke.
1825 lebten in Halbau 1000 Einwohner, die sich auf das Rittergut Halbau, Oberlausitzisch Halbau und Schlesisch-Halbau verteilten. 1905 waren es 1500 und im Jahr 1939 3480 Einwohner. 1914 wurden die Landgemeinden Schlesisch Halbau, Halbau i./Ob. Lausitz und Städtisch Halbau zur neuen Landgemeinde Halbau zusammengeschlossen, und 1928 kam der Gutsbezirk Halbau hinzu. Am 1. März 1936 wurde der Ort Zehrbeutel, in dem 1925 125 Menschen lebten, nach Halbau eingemeindet. Im Zweiten Weltkrieg wurde in Halbau ein Außenlager des KZ Groß-Rosen errichtet.
Als Folge des Zweiten Weltkriegs fiel Halbau 1945 mit dem größten Teil Schlesiens an Polen. Nachfolgend wurde es in Iłowa umbenannt. Die deutsche Bevölkerung wurde, soweit sie nicht schon vorher geflohen war, weitgehend vertrieben. Die neu angesiedelten Bewohner waren teilweise Zwangsumgesiedelte aus Ostpolen, das an die Sowjetunion gefallen war.
1957 wurde Iłowa zur städtischen Siedlung erhoben und 1962 erhielt es wieder Stadtrecht.

## Sehenswürdigkeiten
- Christus-König-Kirche, barocke Hallenkirche, die 1729 nach dem Entwurf von Giulio Simonetti gebaut wurde. Bis 1945 wurde sie von evangelischen Gläubigen genutzt. Sie hat eine barocke Kanzel und ein barockes Taufbecken.[3]
- Kirche des Heiligen Herzens Jesu, am 17. Oktober 1937 vom Breslauer Erzbischof Adolf Bertram geweiht.
- Schloss Halbau mit Schlosspark. Der Schlosspark ist ein Landschaftspark mit einem von 1902 bis 1905 angelegten japanischen Garten.[4]

- Torgebäude zum Schlosspark, Fachwerkbau von 1905, heute Stadtbibliothek
- Pfarrhaus aus dem 17. Jahrhundert (Nummer 10), sowie das Haus Nummer 3 von 1725
- Villensiedlung an der ul. Kolejowa.
- Gasthof an der ul. Żagańska 21.
- Wassermühle aus dem 18. Jahrhundert ab der ul. Młyńska 5.
- Hydrotechnische Anlagen aus der Mitte des 18. Jahrhunderts mit Wasserreservoir und zwei Wehren.

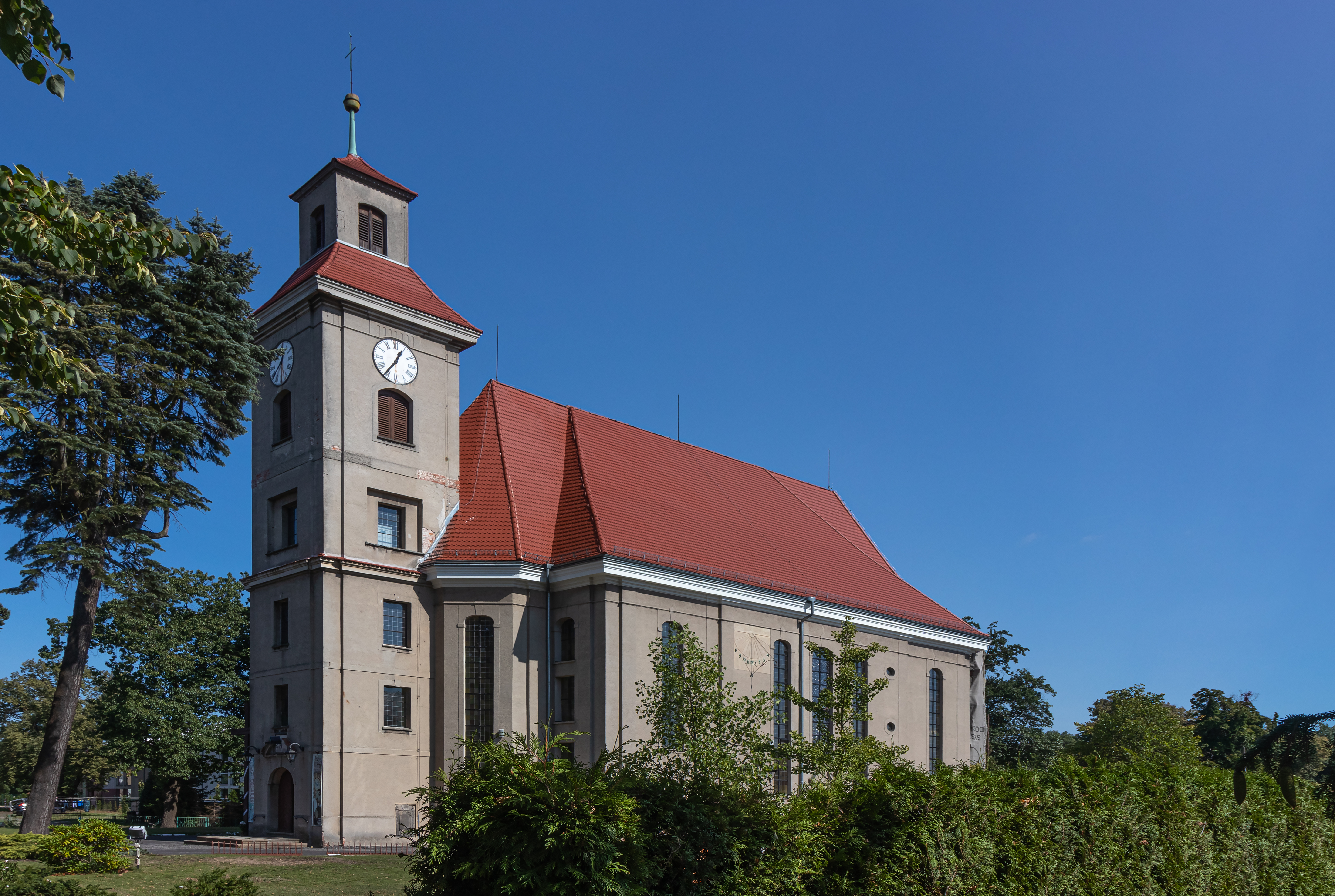
Christ-Königs-Kirche
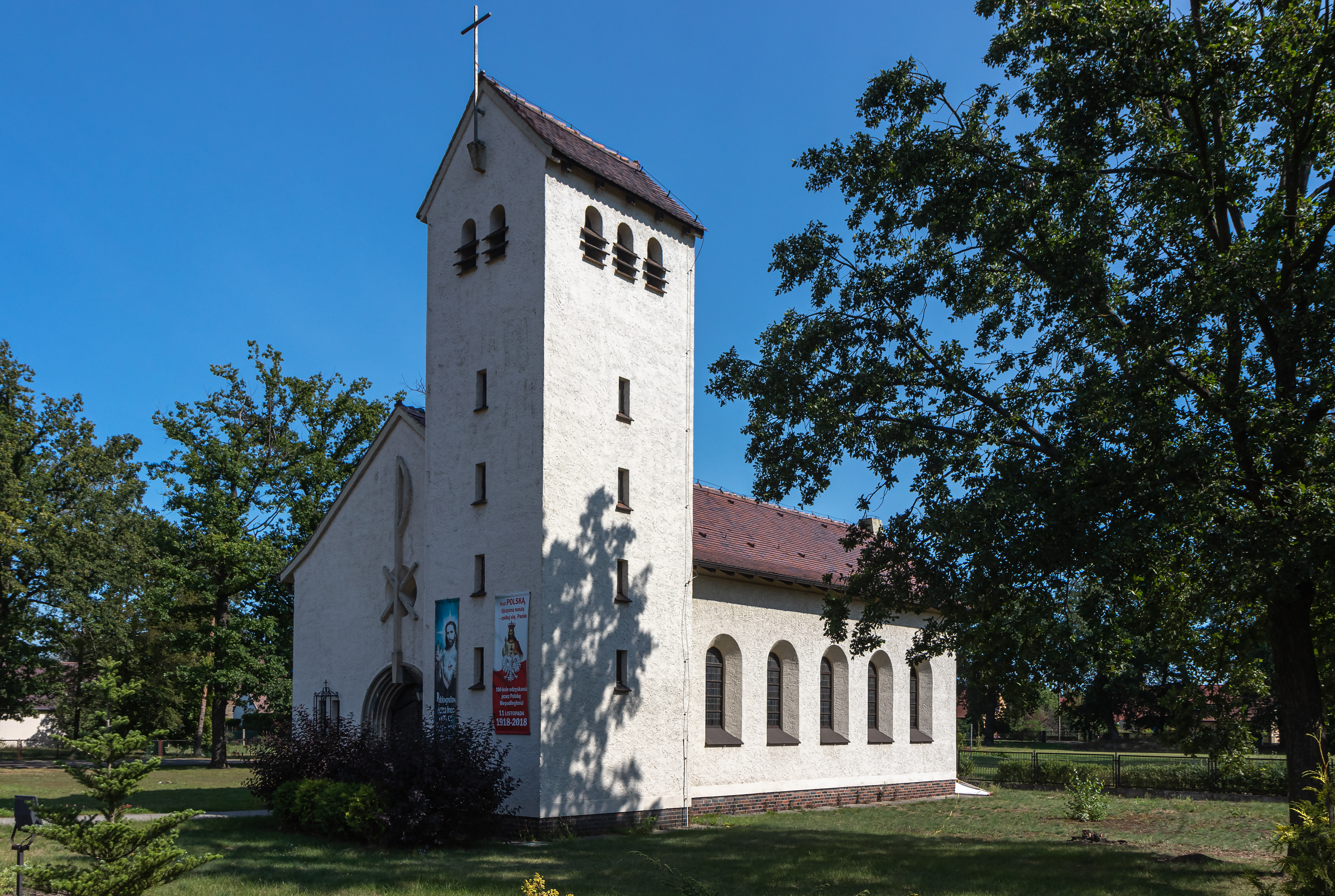
Kirche des Heiligsten Herzens Jesu
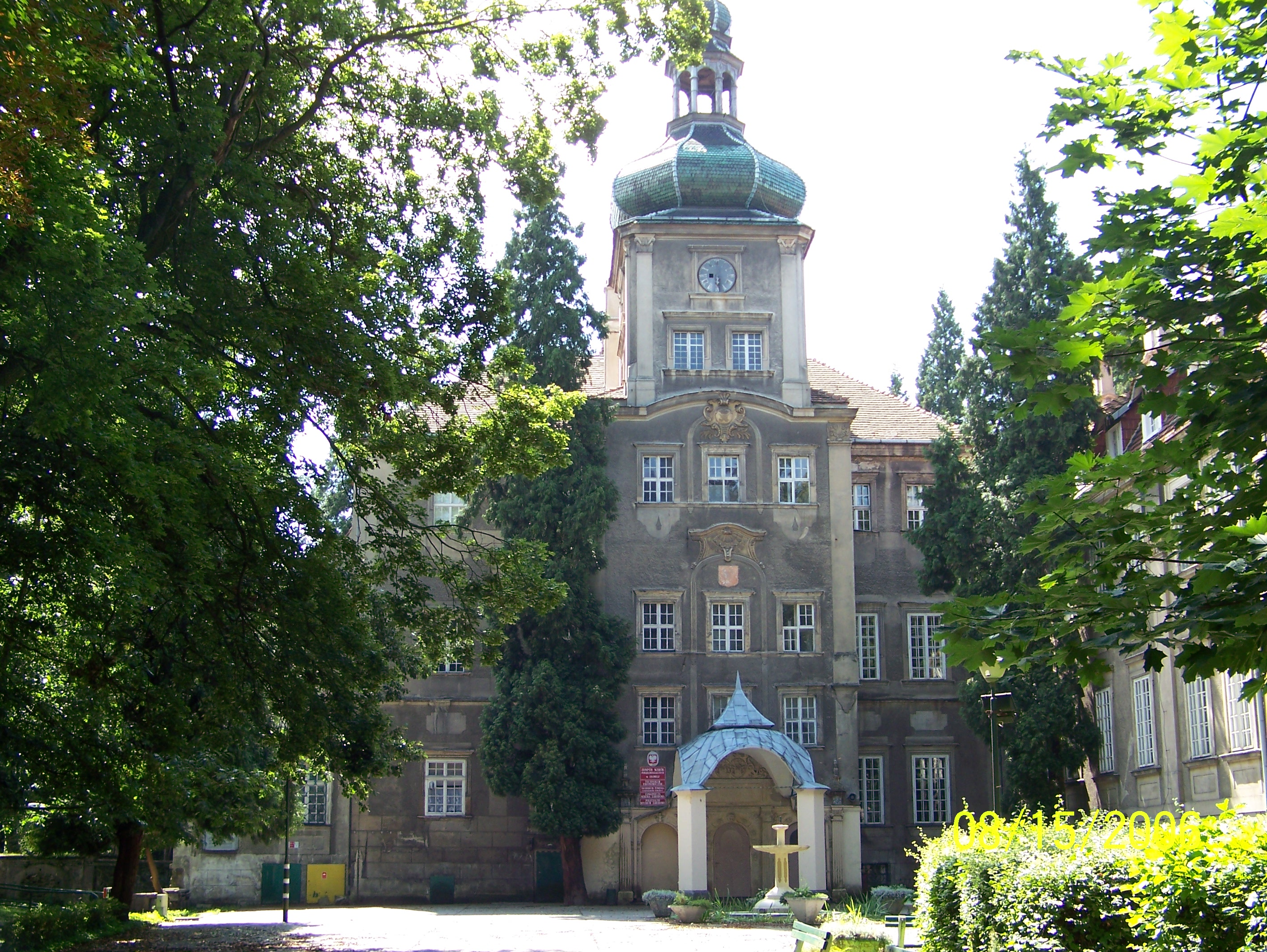
Schloss Halbau
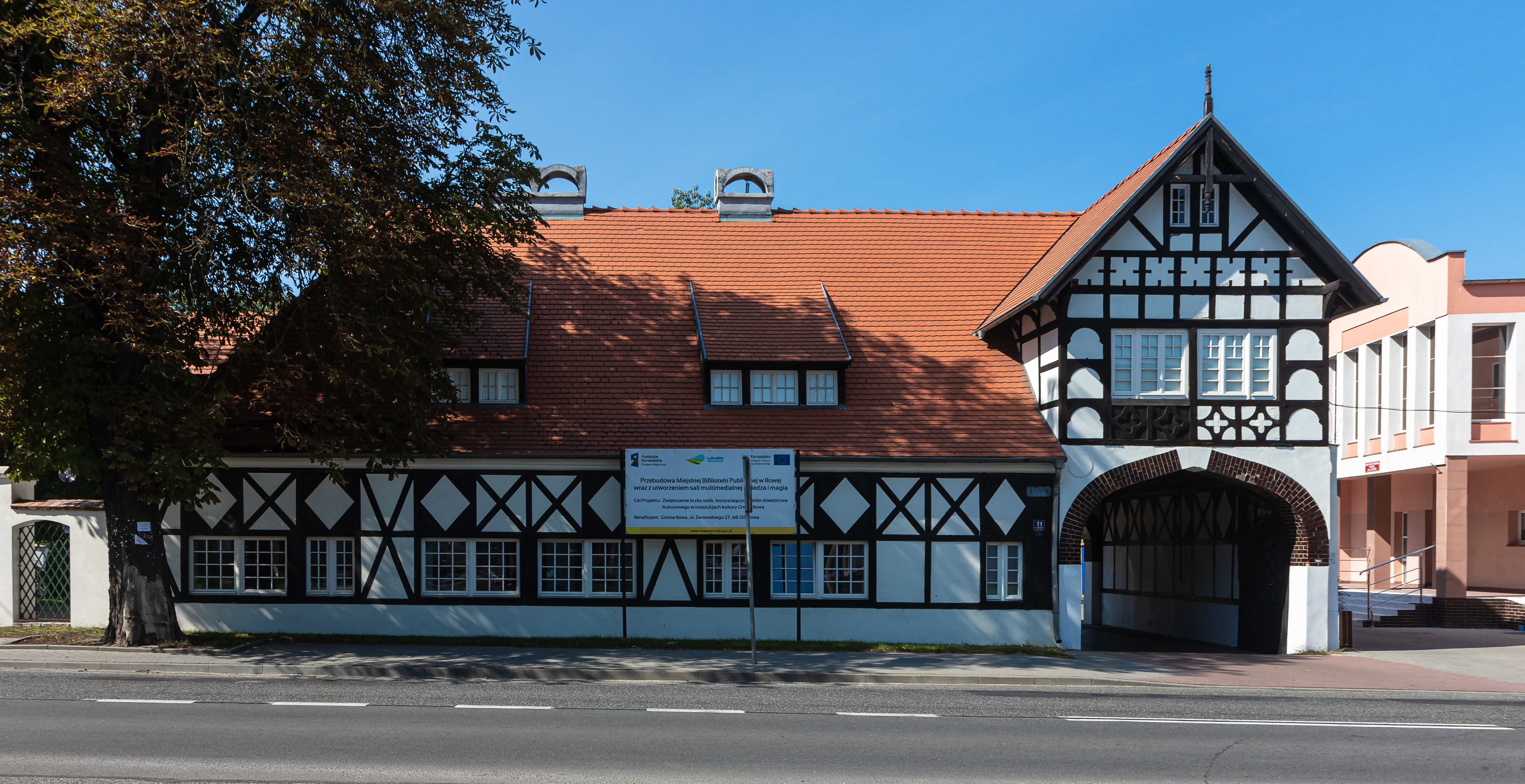
Torgebäude zum Schlosspark

## Gemeinde
Zur Stadt- und Landgemeinde Iłowa gehören die Stadt selbst und zehn Dörfer mit Schulzenämtern. Sie umfasst ein Territorium von etwa 153 km².

## Verkehr
Die Anschlussstelle Iłowa liegt drei km nördlich des Zentrums von Iłowa an der Kreisstraße 18 (DK18), die eine schnelle Verbindung nach Olszyna und Breslau bietet. Die Woiwodschaftsstraße 296 (Kożuchów-Żagań-Lubań) und die Woiwodschaftsstraße 300 (Iłowa-Gozdnica) verlaufen durch die Stadt. Die Anschlussstelle Godzieszów der Autobahn A4 liegt etwa 35 km südlich von Iłowa. Bushaltestellen für den regionalen Verkehr sind in Dolanowo, Rynek/ul. Pułaskiego und Eskord/ul. Borowska.

## Schiene
Die Bahnstation Iłowa Żagańska liegt an der Bahnstrecke Miłkowice–Jasień. Diese ist seit 1846 in Betrieb. Ab dem 11. Dezember 2016 werden alle Personenverbindungen auf dieser Linie von Przewozy Regionalne betrieben.

## Wirtschaft
Vor Ort sind folgende Unternehmen tätig: Die Glashütte Ciech Vitro (ul. Żagańska 27). Im Jahr 2001 startete das Werk in Iłowa die einzige Produktion von Glasbausteinen in Polen unter der Marke ClaroGlass. Derzeit ist das Unternehmen der einzige Hersteller des Landes und einer der wenigen weltweit von glasartigem Natrium- und Kaliumsilikat. Darüber hinaus produziert es Natrium- und Kaliumwasserglas sowie Gläser und Glaslaternen für Kerzen. Zakłady Tkanin Technicznych ESKORD ist ein Vitrosilicon-Lager und Intra-Umschlagbasis (ul. Borowska 8) INTRA S.A. bietet internationalen Transport mit Spezialfahrzeugen (Ul. M. Konopnicka 5), dazu kommen Hatex Znicze (ul. Konopnicka 11) Karoplast Okna (ul. Żaków 31) sowie Feryster (ul. Traugutta 4), das elektronische Komponenten herstellt.

### Partnergemeinden
- Wachau, Sachsen
- Rietschen, Sachsen

## Persönlichkeiten
- Christoph Ferdinand Rudolf von Kittlitz und Ottendorf (1751–1822), preußischer Kriegs- und Domänenrat und Landrat des Landkreises Liegnitz
- Karl Gottlieb Plato (1757–1833), Pädagoge
- Karl Gottlieb Prätzel (1785–1861), Dichter, Schriftsteller und Journalist
- Heinrich Bäthig (1809–1871), deutsch-amerikanischer Prediger
- Friedrich Boser (1809–1881), Genre- und Porträtmaler
- Ewald Glombitza (1878–1969), Politiker der KPD und Abgeordneter des Sächsischen Landtags
- Walter Riedel (1902–1965), Chemieingenieur und Hochschullehrer
- Christian Lehmann (1934–2023), Kameramann